# Apache (Oklahoma)
Apache – miasto w Stanach Zjednoczonych, w stanie Oklahoma, w hrabstwie Caddo.